# ベルジアン・シェパード・ドッグ
ベルジアン・シェパード・ドッグ（英: Belgian Shepheed Dog）は、ベルギー原産の牧羊犬種である。
もともとは作業用の犬種であったため、外見よりも能力を重視した繁殖が行われていて外見はバラバラであった。
19世紀頃になると作業の近代化により仕事がなくなり、数も激減した。
そこで、生き残ったベルジアン・シェパード・ドッグを以下の4犬種に分類して繁殖させ、絶滅の危機を乗り越えた。
それぞれの犬種名は、分類時に最も多くいた地名やその近くの城名に由来する名前がつけられた。
現在これらはショードッグや警察犬、ペットとして広く使われ、世界的に人気のある犬種となった。
- ベルジアン・シェパード・ドッグ・グローネンダール（英: Belgian Shepheed Dog Gronendael）

黒い長毛のベルジアン・シェパード。犬種名はベルギーのグローネンダール村に由来している。
- ベルジアン・シェパード・ドッグ・タービュレン（英: Belgian Shepheed Dog Tervuren）

オレンジと黒の混ざった色の長毛のベルジアン・シェパード。犬種名はベルギーのタービュレン村に由来している。
- ベルジアン・シェパード・ドッグ・マリノア（英: Belgian Shepheed Dog Malinois）

黄色っぽい短毛で、マズルと耳は黒い。犬種名はベルギーのメッヘレン（Mechelen）に由来する。
- ベルジアン・シェパード・ドッグ・ラケノア（英: Belgian Shepheed Dog Laekenois）

金～ウイートンのカールした剛毛を持つ。犬種名は原産地近くにあったラケノア城に由来する。
※並び順は日本における登録頭数の多い順番である。